# Highlands of St. John
Highlands of St. John är ett bergskedja i Kanada.   Det ligger i provinsen Newfoundland och Labrador, i den östra delen av landet, 1 500 km öster om huvudstaden Ottawa. Toppen på Highlands of St. John är 503 meter över havet, eller 445 meter över den omgivande terrängen. Bredden vid basen är 18,1 km.
Terrängen runt Highlands of St. John är huvudsakligen kuperad, men åt nordväst är den platt. En vik av havet är nära Highlands of St. John åt nordväst. Trakten runt Highlands of St. John är nära nog obefolkad, med mindre än två invånare per kvadratkilometer.. 
Trakten runt Highlands of St. John består i huvudsak av gräsmarker.